# Canadian Juniors 2019
Das Canadian Juniors 2019 fand als bedeutendstes internationales Nachwuchsturnier von Kanada im Badminton vom 19. bis zum 24. März 2019 in Edmonton statt. Es war die zweite Auflage der Veranstaltung.

## Sieger und Platzierte
| Disziplin    | Gold                      | Silber                         | Bronze                      |
| ------------ | ------------------------- | ------------------------------ | --------------------------- |
| Herreneinzel | Brian Yang                | Kevin Wang                     | Yunzhi Chen                 |
| Herreneinzel | Brian Yang                | Kevin Wang                     | Connor Chin                 |
| Dameneinzel  | Talia Ng                  | Wendy Zhang                    | Catherine Choi              |
| Dameneinzel  | Talia Ng                  | Wendy Zhang                    | Eliana Zhang                |
| Herrendoppel | Jonathan Chien Brian Yang | Alexander Bianchini Kevin Wang | Darren Choi Thomas Dent     |
| Herrendoppel | Jonathan Chien Brian Yang | Alexander Bianchini Kevin Wang | Jett Ko Raphael Motel       |
| Damendoppel  | Catherine Choi Talia Ng   | Crystal Lai Wendy Zhang        | Sharon Au Jacqueline Cheung |
| Damendoppel  | Catherine Choi Talia Ng   | Crystal Lai Wendy Zhang        | Jessie Hou Alena Yu         |
| Mixed        | Brian Yang Catherine Choi | Jonathan Chien Talia Ng        | Raphael Motel Crystal Lai   |
| Mixed        | Brian Yang Catherine Choi | Jonathan Chien Talia Ng        | Kevin Wang Wendy Zhang      |